# アナ・トレント
アナ・トレント（Ana Torrent, 1966年7月12日 - ）は、スペイン・マドリード出身の女優。

## 来歴
5歳（撮影時）で主演したビクトル・エリセの『ミツバチのささやき』で、フランケンシュタインの怪物の存在を信じる無垢な少女アナを演じて絶賛された。3年後のカルロス・サウラの『カラスの飼育』でも、多感な少女を演じ、強烈な印象を残した。現在でもコンスタントにスペイン映画に出演している。

## 主な出演作品
- ミツバチのささやき El Espíritu de la colmena （1973年）
- カラスの飼育 Cría cuervos （1976年）
- エル・ニド El Nido （1979年）
- 血と砂 Sangre y arena （1989年）
- 捕らわれた唇 Entre rojas （1995年）
- テシス 次に私が殺される Tesis （1996年）
- ブーリン家の姉妹 The Other Boleyn Girl （2008年）
- ゴースト・オブ・チャイルド NO-DO （2009年）
- フロントミッション 革命の反逆者たち There Be Dragons （2011年）
- エクリプス Verónica （2017年）
- 瞳をとじて Cerrar los ojos （2023年）